# Габбьядини, Марко
Марко Габбьядини (англ. Marco Gabbiadini; 20 января 1968, Ноттингем, Англия) — английский футболист, играющий на позиции нападающего, тренер.

## Карьера
Габбьядини родился у английской матери и итальянского отца в Ноттингеме и получил образование в гимназии Нунторпа в Йорке. Он начал свою профессиональную карьеру в «Йорк Сити», после подписания в качестве юниора, тренером Деннисом Смитом, в возрасте 16 лет в 1982 году. Его талант был вскоре замечен, а после этого он быстро был вызван в сборной Англии до 18 лет, чтобы избежать его возможной игры за сборную Италию, родину своего отца. К тому времени, когда Габбьядини исполнилось 17 лет, он дебютировал за «Йорк Сити» в проигранном матче против «Болтон Уондерерс» (3:0). С этого момента, он быстро зарекомендовал себя в первой команде и забил за «минстермэн» 18 голов в 50 матчах (в старте), и 21 матче, выходя на замен. Он также забил в тот период свой первый хет-трик в возрасте 18 лет, когда «Йорк» победил «Дарлингтон» (4:1).